# Idas et Lyncée
Dans la mythologie grecque, Idas et Lyncée (en grec ancien Ἴδας καὶ Λυγκεύς / Ídas kaì Lugkeús) sont les fils d'Apharée, roi de Messénie, et d'Aréné. Ils sont parfois désignés sous le nom d’« Apharétides » en référence à leur père.

## Mythes

### Les yeux de Lyncée
Lyncée était le pilote du navire Argo lors de l'expédition des Argonautes. Ses regards, capables de percer les nuages les plus noirs et les murailles les plus épaisses comme de traverser buissons, bois et rochers, lui permettaient de voir ce qui se passait au ciel et dans les enfers (de là viennent en partie, par paronymie, la vue exceptionnelle attribuée dès l'Antiquité au lynx et l'expression populaire d'« œil de lynx ») :

« Non possis oculo quantum contendere Lynceus... »

Selon les Histoires incroyables de Palaiphatos, la légende qui attribue à Lyncée la capacité de voir même ce qui se trouve sous terre vient de ce qu'il s'occupa d'extraction de métaux, remontant des sacs de cuivre et de fer du sous-sol où il s'éclairait au moyen de lampes qu'il y avait placées.

### Le choix de Marpessa
Marpessa fut l'épouse d'Idas, mais Apollon l'enleva et ils vécurent un temps ensemble.
Quand Zeus lui demanda de choisir entre ses deux soupirants, elle revint à Idas.

### Le combat contre Castor et Pollux
Idas et Lyncée moururent au cours d'un combat contre leurs cousins Castor et Pollux. Lyncée ayant osé disputer à Castor (selon certaines versions ; selon d’autres à Hilaire) un troupeau de génisses, les Dioscures s'étaient emparés du bétail des deux Apharétides. Idas et Lyncée s'embusquèrent sur les hauteurs du Taygète. Ayant aperçu Castor à travers les branches d'un chêne, Lyncée le désigna à Idas, qui le tua. Pollux se précipita à leurs trousses et tua Lyncée. Idas lança une pierre sur Pollux qui mourut. Alors Zeus foudroya Idas et ramena Pollux avec lui.